# Юнко мексиканський
Юнко мексиканський (Junco phaeonotus) — вид горобцеподібних птахів родини Passerellidae. Поширений у Центральній Америці.

## Поширення
Вид поширений в Мексиці, Гватемалі та на півдні США (Аризона, Нью-Мексико). Живе у хвойних лісах, змішаних лісах та чагарниках.

## Підвиди
- J. p. palliatus Ridgway, 1885 — південний захід США та північний захід Мексики;
- J. p. phaeonotus Wagler, 1831 — центральна та південна Мексика;
- J. p. fulvescens Nelson, 1897 — внутрішні райони Чіапасу (на півдні Мексики);
- J. p. alticola Salvin, 1863 — південно-східний Чіапас (на півдні Мексики) і західна Гватемала.

## Опис
Дорослі птахи досягають 15 см завдовжки та середньої ваги 20 г. Голова, круп, крила і кермове пір'я темно-сірі, обличчя чорне, горло, груди, живіт і боки світло-сірі. Спина, лопатка та окремі пір'їни на голові червонувато-коричневого кольору. Наддзьоб чорно-сірий, піддзьоб жовтуватий, гомілки і ступні рожеві. Райдужна оболонка зазвичай жовта.